# 杭州市医院列表

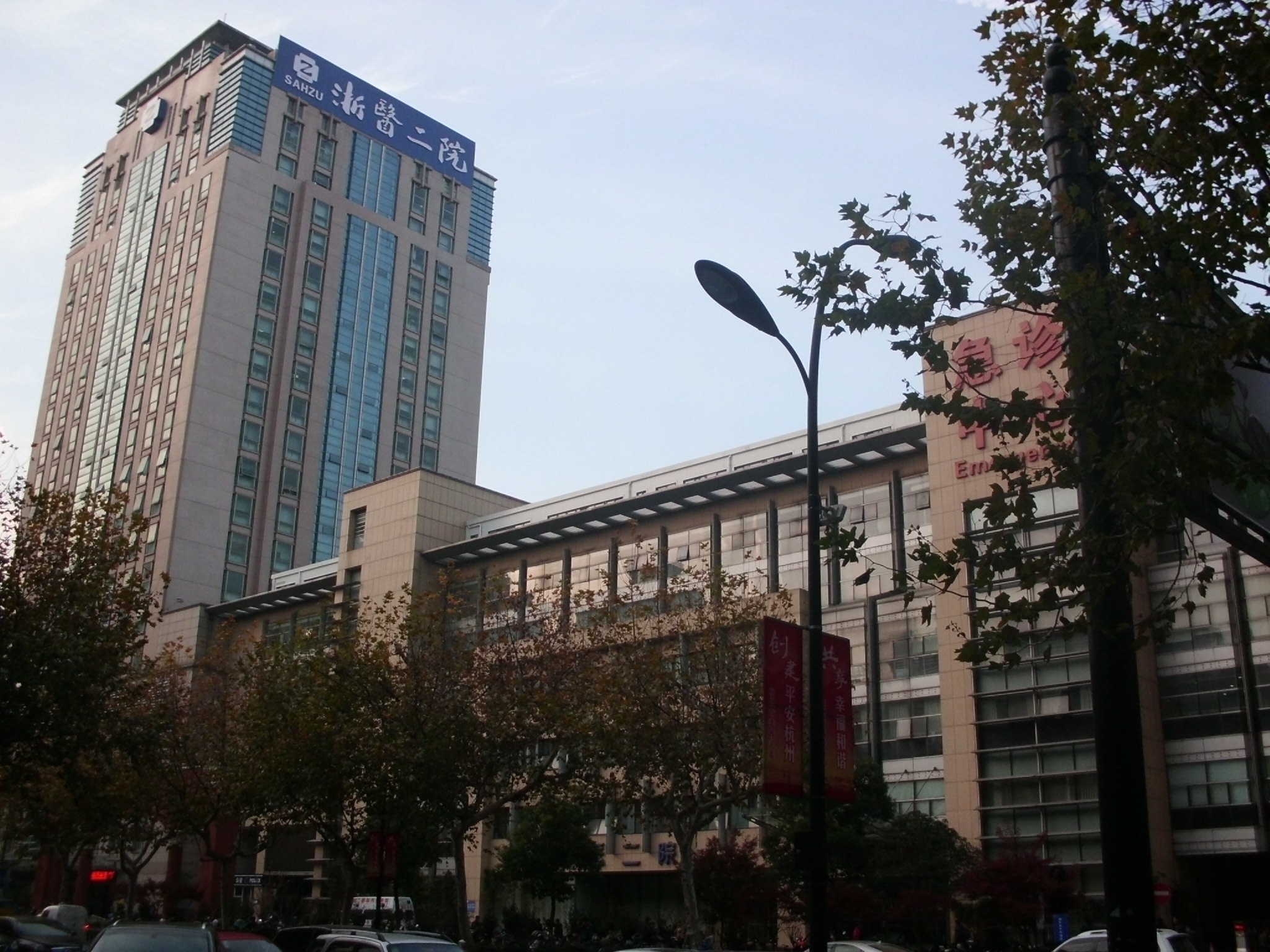
浙医二院

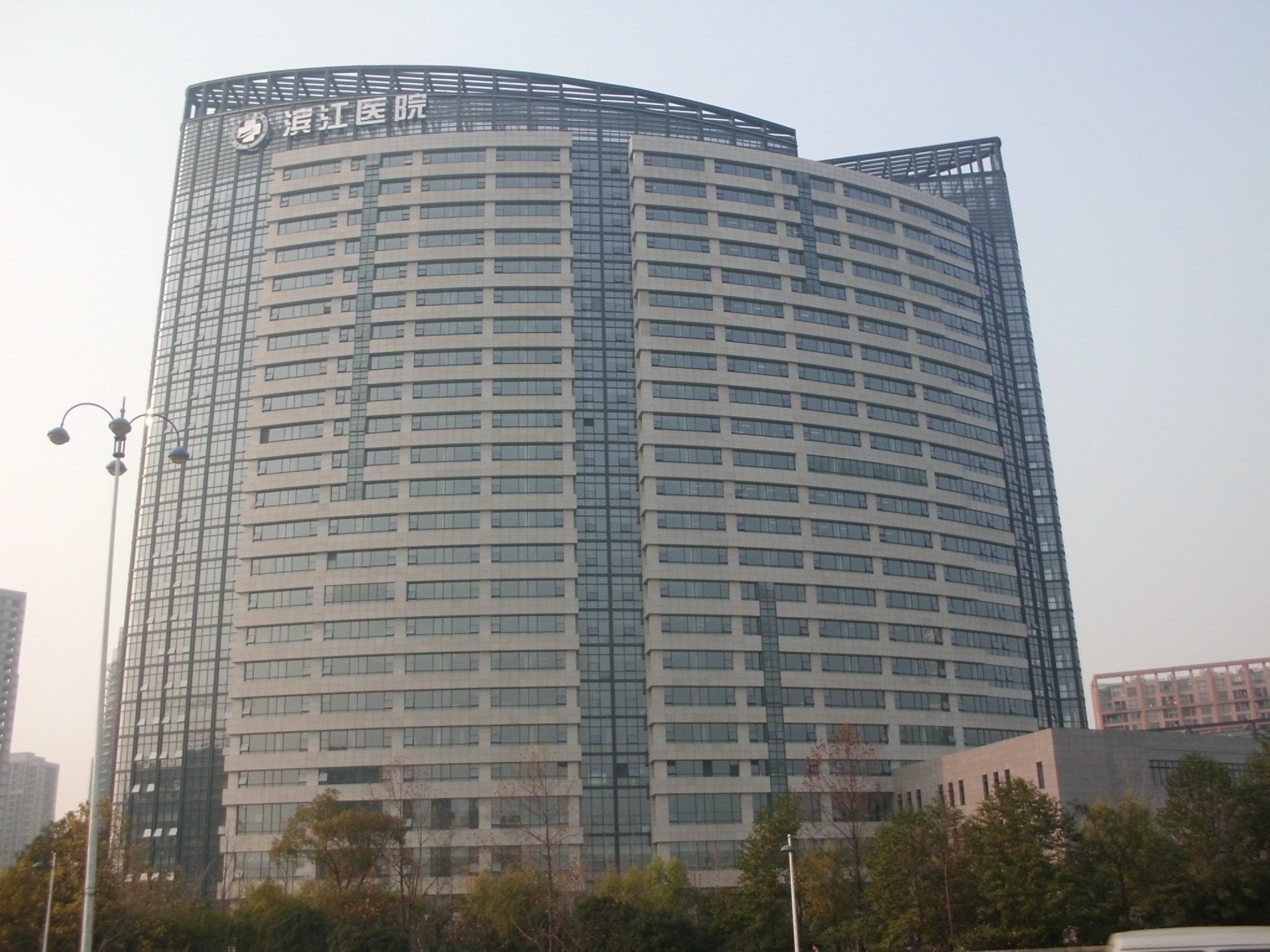
滨江医院

杭州医院列表列举位于杭州市的主要大型医院。

## 三级甲等医院
杭州的三级甲等医院如下：
- 浙江大学医学院附属第一医院
- 浙江大学医学院附属第二医院
- 浙江大学医学院附属邵逸夫医院
- 浙江大学医学院附属妇产科医院
- 浙江大学医学院附属儿童医院
- 浙江大学医学院附属口腔医院
- 浙江中医药大学附属第一医院（浙江省中医院）
- 浙江中医药大学附属第二医院（浙江省新华医院）
- 浙江中医药大学附属第三医院（浙江省中山医院）
- 浙江省立同德医院（浙江省第二中医院）
- 浙江省肿瘤医院
- 中国人民解放军联勤保障部队第九〇三医院
- 杭州市下沙医院
- 杭州市滨江医院
- 浙江省人民医院
- 浙江医院
- 杭州市第一人民医院
- 杭州师范大学附属医院（杭州市第二人民医院）
- 杭州市第三人民医院
- 杭州市西溪医院（杭州市第六人民医院）
- 杭州市第七人民医院
- 杭州市中医院（浙江中医药大学附属广兴医院）
- 杭州市红十字会医院（浙江省中西医结合医院）
- 杭州市萧山区中医院
- 中医骨伤医院 （杭州市富阳中医骨伤医院）
- 树兰（杭州）医院 （北京航空航天大学附属树兰国际医院）

## 其他医院
- 浙江省新华医院
- 玛丽亚妇女医院
- 浙江萧山医院，位于萧山区
- 萧山区第一人民医院

### 市人民医院
- 市第一人民医院
- 市第二人民医院（杭州师范大学附属医院）
- 市第三人民医院
- 市第四人民医院（市肿瘤医院）
- 市第五人民医院（位于临平）
- 市第六人民医院（市西溪医院）
- 市第七人民医院（浙江大学医学院附属精神卫生中心）
- 市第九人民医院（位于江东义蓬）